# オフリー
オフリー（O'FREE）は、1990年代に旧・雪印乳業が発売していた箱型紙容器（ブリックパック）入り飲料の統一ブランドである。

## 概要
長期保存が可能なロングライフ飲料（LL）250ミリリットル製品の統一ブランド導入品として、雪印乳業が1990年3月下旬に発売を開始した飲料シリーズである。紙パック飲料の統一ブランドとしては、テレビCMなどで広く知られた明治乳業「ブリック」（1977年発売開始）、森永乳業「ピクニック」（1981年発売開始）から遅れ、乳業大手3社では最後発であった。「カフェ・オ・レ」などの乳飲料と、「オレンジ」などのその他飲料がラインナップされていた。
1993年9月にはデザイン会社・ビーバイスタジオのデザインで、フレーバー名を強調したパッケージに変更するとともに、乳飲料について、甘味を抑えてより乳飲料らしさを強調するリニューアルが行われた。
容器はすべてブリックパックタイプで容量は250ミリリットル。小売価格は消費税込100円。未開封の場合、常温状態で乳飲料が製造日から60日間、非乳飲料は90日間保存できる「常温保存可能品」として認可されていた。
しかし2000年以降は「オフリー」の統一ブランド名を廃し、フレーバー名を直接商品名としてラインナップを整理縮小。「雪印カフェ・オ・レ」、「雪印イチゴ・オ・レ」（のち「雪印いちご・オ・レ」）、「雪印バナナ・オ・レ」（のち「雪印ばなな・オ・レ」）、「雪印コーヒー（ミルク入り）」、「雪印ヨーグルメット」の各商品に順次リニューアルした。2003年の雪印乳業事業再編に伴う市乳・飲料事業の分割では日本ミルクコミュニティ（メグミルク）に移管され、同社のロングライフ250ミリリットル紙容器飲料製品「MEG250シリーズ」に取り込まれた。

## ラインナップ

### 乳飲料
- カフェ・オ・レ
- イチゴ・オ・レ - 果汁3%
- バナナ・オ・レ - 果汁6%
- メロン・オ・レ - 果汁6%
- ティー・オ・レ

### その他飲料
- オレンジ - 果汁30%
- アップル - 果汁30%
- コーヒー - ミルク入り
- ピーチウォーター（1992年-）[6]
- プラムウォーター（1992年-1993年）[6]
- グリーンバナナ（1992年-1993年）[6]
- ヨーグルメット - 乳製品乳酸菌飲料（殺菌）
- ブラック - 加糖
- ストレート・ティー

## その他
長崎県立長崎南高等学校（長崎市）では1990年代、校内の自動販売機が雪印乳業製品のみを取り扱っていたことから、当ブランドの廃止後も、「オフリー」が紙容器入り飲料全体の総称として生徒間に定着。2015年にはこれにちなんで、自動販売機コーナーがある渡り廊下が「オフリーホール」と命名された。同校が取材協力した2018年放映の連続テレビアニメーション『色づく世界の明日から』（P.A.WORKS制作）の劇中では、紙容器入り飲料の名称として「オフリー」が用いられたほか、1993年リニューアル後の「オフリー・バナナ・オ・レ」「オフリー・イチゴ・オ・レ」「オフリー・メロン・オ・レ」の各パッケージが登場した。